# Округ Дупејџ (Илиноис)
Дупејџ (енгл. DuPage County) је округ у америчкој савезној држави Илиноис.

## Демографија
По попису из 2010. године број становника је 916.924, што је 12.763 (1,4%) становника више него 2000. године.
| Група             | 2000.           | 2010.           |
| Белци             | 711.966 (78,7%) | 646.130 (70,5%) |
| Афроамериканци    | 27.600 (3,1%)   | 42.346 (4,6%)   |
| Азијати           | 71.252 (7,9%)   | 92.304 (10,1%)  |
| Хиспаноамериканци | 81.366 (9,0%)   | 121.506 (13,3%) |
| Укупно            | 904.161         | 916.924         |